# Jacob Banda
Jacob Banda (11 febbraio 1988) è un calciatore zambiano, portiere del ZESCO United e della Nazionale zambiana.

## Palmarès

### Club

#### Competizioni nazionali
- Campionato zambiano: 8

ZESCO: 2007, 2008, 2010, 2014, 2015, 2017, 2018, 2019